# Emil Jaeschke
Emil Paul Wilhelm Jaeschke (* 29. Oktober 1874 in Woiske, Schlesien; † 25. Juli 1918 an der Seine) war ein deutscher Kunsthistoriker und Bibliothekar. Jaeschke war einer der führenden Protagonisten der Bücherhallenbewegung.

## Leben
Jaeschke besuchte Schulen in Groß-Wartenberg, Kempen und Breslau; 1895 legte er das Abitur ab und begann ein Studium der Literatur- und Kunstgeschichte an der Universität Breslau, an der er 1900 promoviert wurde. Anschließend war er als bibliothekarischer Hilfsarbeiter an der Universitätsbibliothek Breslau sowie der Landesbibliothek Posen tätig; von 1902 bis 1913 arbeitete er als Stadtbibliothekar in Elberfeld. Jaeschke sah in der Volksbildung eine wesentliche Aufgabe der öffentlichen Bibliotheken und baute die Stadtbibliothek Elberfeld zu einer modellhaften Einrichtung städtischer volksbildnerischer Bemühungen aus. Zudem war er als Experte für Volksbildung und Bibliotheken u. a. in Kiel und Dortmund beratend tätig und leitete ab 1910 eine Büchereiberatungsstelle in Düsseldorf. 1913 wurde er Leiter der städtischen Büchereien und Lesehallen in Düsseldorf. Während des Ersten Weltkrieges war er als Offizier in Brüssel damit beauftragt, die Frontbibliotheken und das Heeresbüchereiwesen zu organisieren. Jaeschke wurde am 25. Juli 1918 bei einem Fronteinsatz in der Aisne-Offensive getötet.
Jaeschke verknüpfte die Aufgaben der öffentlichen Bibliotheken mit der praktischen Volksbildungsarbeit und begründete damit ein erweitertes bibliothekarisches Funktionsverständnis. Ein besonderes Augenmerk legte er dabei auf die Volksbildung der Jugend.

## Schriften
- Die Antike in der bildenden Kunst der Renaissance, Bd. 1: Die Antike in der Florentiner Malerei des Quattrocento, Breslau, Univ., Phil. Diss., 1900.
- Volksbibliotheken. Ihre Einrichtung und Verwaltung, Leipzig 1907.
- Die Volkslektüre, ihre Bedeutung für das Volksleben und die Leseanstalten in größeren, mittleren und kleinen Ortschaften, Berlin 1903.
- Leitfaden für die Einrichtung und Verwaltung von mittleren und kleinen Volks- und Schulbüchereien, Kreiswanderbibliotheken und Lesezimmern in Stadt und Land. Für d. Praxis, Berlin 1913.
- Vom Büchereiwesen der Mittel- und Kleinstadt sowie des Dorfes. In: Büchereifragen. Aufsätze zur Bildungsaufgabe und Organisation der modernen Bücherei, hrsg. von E. Ackerknecht und G. Fritz, Berlin 1914.